# Église Saint-Martin de Taingy
L'église Saint-Martin de Taingy est une église située sur la commune Taingy dans le département de l'Yonne, en France.

## Histoire
L'édifice est inscrit au titre des monuments historiques en 1926.